# Das Lange Utopia
Das Lange Utopia (Originaltitel: The Long Utopia) ist ein Science-Fiction-Roman der englischen Schriftsteller Terry Pratchett und Stephen Baxter. Die englischsprachige Erstausgabe erschien 2015 bei Doubleday. Die deutsche Übersetzung von Gerald Jung wurde 2016 im Manhattan-Verlag veröffentlicht. Es ist die dritte Fortsetzung von Die Lange Erde und der erste Band der Reihe, der nach dem Tod des Autors Pratchett veröffentlicht wurde.
Dieser Roman beschäftigt sich zunehmend mit der seit dem ersten Band aufgeworfenen Frage nach dem „Zweck“ der langen Erde.

## Handlung
Der Roman spielt in den Jahren 2045 bis 2059 und beginnt damit dreißig Jahre nach dem Wechselstag, an dem Willis Linsays Wechselbox der Menschheit Zugang zur Langen Erde verschaffte. Verschiedene Handlungsstränge laufen in diesem Roman zu einem Finale zusammen, in dem die einzelnen Protagonisten vor einem gemeinsamen Problem stehen. Die lange Erde wird von einer bislang unbekannten Gefahr heimgesucht, die das Potential birgt, alle Erden dauerhaft zu zerstören. Bekannte und neue Figuren finden sich zusammen, um der Bedrohung entgegenzutreten.

### Handlungsstränge

#### New Springfield
In der Kolonie auf der Welt West 1.217.756, in der auch Lobsang und Schwester Agnes inkognito leben, gehen rätselhafte Dinge vor sich. Kinder knüpfen Kontakt zu fremdartigen, käferähnlichen Wesen. Außerdem scheint sich die Rotation dieser Welt stetig zu beschleunigen. Bald wird klar, dass die „Silberkäfer“ Eindringlinge von einem anderen, ebenfalls „langen“ Planeten sind, die hier eine Art Terraforming betreiben. In einem höherdimensionalem Raum kreuzen sich die Ausdehnungen dieser Planeten an diesem Ort. Zunehmend wird diese Welt unbewohnbar. Um die Gefahr auszuschließen, dass die Silberkäfer sich in die lange Erde ausbreiten, arbeiten Menschen, Next und künstliche Lebensformen an einem Plan, diese Welt aus der Kette der langen Erde auszusondern.

#### Joshuas Familiengeschichte
Mit Hilfe von Lobsang und Nelson Azikiwe erkundet Joshua seine Familiengeschichte, um seinen ihm unbekannten Vater zu finden. Dabei erfährt er von seinem Vorfahren Luis Ramon Valienté, der im 19. Jahrhundert sein Talent zunächst als Bühnenmagier nutzte und sich dann später als Agent in einer Einheit (die sogenannten „Ritter der Discorporea“) aus natürlichen Wechslern in den Dienst des englischen Königshauses unter Königin Viktoria stellte. Als das Blatt sich wendet und die Obrigkeit sich gegen die Wechsler stellt, tauchen sie ab. Später erarbeiten sie ein Zuchtprogramm für Menschen mit dem Talent, zu wechseln. Dieser Plan erstreckt sich über Jahrhunderte und legt den Grundstein für die Ereignisse der Romanreihe.

#### Die Next
Die Next verbergen sich in einer neuen Zuflucht, die sie „Die Farm“ nennen. Dort bauen sie eine eigene Gesellschaftsstruktur auf. Roberta Golding, eine von ihnen, entwickelt eine Vision der langen Erde. Nachdem durch das Zusammentreffen von Menschen und Trollen die Next entstanden sind, soll diese neue Spezies als Aufseher über die Menschen wachen und neu auftauchende Next frühzeitig identifizieren. Sie nennt ihren Plan das lange Utopia.

## Hauptfiguren
Joshua Valienté: Joshua hat sich ins Private zurückgezogen und sucht nach seinem ihm unbekannten Vater. Dabei stößt er auf eine bemerkenswerte, weit zurückreichende Familiengeschichte. Die Ereignisse um New Springfield führen dazu, dass er erneut mit Lobsang und Sally Linsay auf eine gefährliche Mission geht.
Agnes, George und Ben Abrahams: Hinter Familie Abrahams verbergen sich Lobsang, Schwester Agnes und der von ihnen adoptierte Ben Ogilvy. Um das menschliche Leben zu studieren, haben sie eine „Familie“ gegründet. Lobsang und Agnes simulieren aus Gründen der Integration Alterung und Krankheiten. Sie haben sich in New Springfield niedergelassen.
Sally Linsay: Sie ahnte früh, dass mit der Kolonie New Springfield etwas nicht stimmt. Deshalb sorgte sie dafür, dass Lobsang dort siedelte, um im Gefahrenfall vor Ort zu sein.
Lobsang: Die ursprüngliche Version von Lobsang lebt nach wie vor in der Begleitung des Zweite Person Singular genannten Wesens. Dies gehört einer Spezies an, die als „Durchquerer“ bezeichnet werden. Die dramatischen Ereignisse um die Welt von New Springfield führen ihn in die Gruppe um Joshua, Sally und „George“ zurück.
Stan Berg und Rocky Lewis: Zwei Jugendliche, die von den Next rekrutiert werden sollen. Allerdings fügen sie sich trotz vorhandener Eignung nicht in die Gemeinschaft ein. Stan wird später eine Art Prediger einer neuartigen Lehre. Am Ende werden auch sie in die Krise von New Springfield verwickelt, da Stans Fähigkeiten für die Absonderung der Welt unabdingbar sind.

## Stellung in der Serie
Das lange Utopia ist der vierte Teil einer Serie, die mit Die Lange Erde (dt. 2013) begann und nach Der Lange Krieg (dt. 2015), Der Lange Mars (dt. 2015) (und dem Langen Utopia) mit den Roman Der Lange Kosmos (dt. 2017) beendet wurde.